# Allacma fusca
Allacma fusca is een springstaartensoort uit de familie Sminthuridae. De wetenschappelijke naam van de soort is gepubliceerd in 1758 door Linnaeus  in de tiende editie van Systema naturae. Hij leeft in de strooisellaag van vochtige bossen en op dood hout . De soort werd in 2016 uitgeroepen tot insect van het jaar in Duitsland, Oostenrijk en Zwitserland .

## Kenmerken
Allacma fusca is een grote springstaartsoort met een donkerbruin bolvormig achterlijf. Volwassen exemplaren bereiken een lengte van ongeveer 3,5 mm.  Het lichaam is donkerbruin van kleur en glanzend, de kop is iets lichter, af en toe verschijnen er dieren met bruine vlekken. Er is vaak een "sneeuwvlok"-achtige markering op de buik, die het meest opvalt bij bleker gekleurde individuen. 
De setae (borstelharen) op het derde antennesegment zijn ongelijk in lengte, sommige zijn veel langer dan andere, en het vierde antennesegment is verdeeld in zestien subsegmenten. Er zijn drie thoraciale segmenten, elk met een been, en vijf buiksegmenten. Het vierde abdominale segment draagt een orgaan. Deze soort heeft slijmvliezen met gladde buitenranden en zaagranden binnenranden. Bij vrouwen is het aanhangsel op het vijfde abdominale segment niet gevorkt
Hij kan mogelijk worden verward met zijn zustersoort Allacma gallica, die alleen in Zuid- en West-Europa voorkomt.

## Levenscyclus
Tot het geslachtsrijpe volwassen stadium doorloopt de soort vier ontwikkelingsstadia, waartussen zich een vervelling bevindt met een toename in grootte. Hij overwintert in het ei-stadium. Jonge dieren komen uit eind april, de laatste volwassen dieren kunnen tot eind oktober worden waargenomen. Tijdens het paren zet het mannetje een spermatofoor af, die het vrouwtje alleen of met de hulp van het mannetje van het substraatoppervlak oppikt. Terwijl de eerste juveniele stadia veel vocht nodig hebben, zijn de latere stadia vrij goed bestand tegen uitdroging. Hun uitdrogingsweerstand is echter lager dan die van andere springstaarten zoals Sminthurus viridis.

## Habitat
Allacma fusca leeft in bossen met vochtige bodems, waar hij kan worden waargenomen in de strooisellaag en op dood hout, zoals gevallen takken en boomstronken. Hij wordt ook zeldzamer gevonden in moerassen, grotten, in grasland, in duingebieden en in de nesten van kleine zoogdieren. Hij migreert van het grondoppervlak naar hout, vooral bij vochtig weer, waar hij graast op de algengroei. De dieren worden soms in grotere groepen aangetroffen,

## Verspreiding
Allacma fusca heeft een Holarctische verspreiding. Ze zijn waargenomen in bijna heel Europa, het Middellandse Zeegebied, het gebied rond de Zwarte Zee, Siberië, Canada en Groenland.